# Primula spathulifolia
Primula spathulifolia är en viveväxtart som beskrevs av William Grant Craib. Primula spathulifolia ingår i släktet vivor, och familjen viveväxter. Inga underarter finns listade i Catalogue of Life.